# Miroslav Koranda
Miroslav Koranda (* 6. November 1934 in Prag; † 6. Oktober 2008) war ein tschechoslowakischer Ruderer und Steuermann (Rudern).

## Sportliche Karriere
Bei den Olympischen Spielen 1952 siegte der tschechoslowakische Vierer mit Steuermann mit Karel Mejta senior, Jiří Havlis, Jan Jindra, Stanislav Lusk und Steuermann Miroslav Koranda im dritten Vorlauf mit fünf Sekunden Vorsprung auf die Norweger. Das erste Halbfinale gewannen die US-Ruderer, im zweiten Halbfinale siegten die Tschechoslowaken mit sieben Zehntelsekunden Vorsprung vor dem Schweizer Boot. Für das Finale qualifiziert waren die USA und die Tschechoslowakei als Sieger der Halbfinalläufe sowie Finnen, Schweizer und Briten als Sieger der Hoffnungsläufe. im Finale siegten die Tschechoslowaken mit drei Sekunden Vorsprung vor den Schweizern und dem US-Boot, die Briten und die Finnen kamen nicht in die Medaillenränge. Bei den Ruder-Europameisterschaften 1953 gewannen die Tschechoslowaken Gold mit der gleichen Besetzung vor den Booten aus der Sowjetunion und der Schweiz.
Bei den Ruder-Europameisterschaften 1956 gehörten Jan Jindra, Stanislav Lusk und Miroslav Koranda zum tschechoslowakischen Achter, der den Titel vor den Booten aus Frankreich und Ungarn gewann. Einige Monate später bei den Olympischen Spielen in Melbourne schieden die Tschechoslowaken im Halbfinale hinter Kanada und Schweden aus, die Schweden erreichten als einziger europäischer Achter das Finale und wurden Vierte. Bei den Ruder-Europameisterschaften 1957 gewann der italienische Achter vor dem sowjetischen Boot, die Tschechoslowaken erhielten die Bronzemedaille.